# Geächteter Hakawati
Geächteter Hakawati. Die Tragödie Karl May ist ein Theaterstück über das Leben Karl Mays von Anton Kaiser, veröffentlicht 1967.

## Widmung
„Zum 125. Geburtstag von Karl May. Zugleich zum Gedenken an den Schulreformer Prof. Dr. Ludwig Gurlitt, dem Verfasser von ‚Gerechtigkeit für Karl May‘.“

## Motto
„Wenn dich die Welt aus ihren Toren stößt, 
so gehe ruhig fort und laß das Klagen. 
Sie hat durch die Verstoßung dich erlöst 
und muß die Schuld an dir nun selber tragen!“

## Inhalt

### Visionen
- Gestalten der Sumpf-Szene im Vorspiel

- Gestalten der Vampir- und Peiniger-Vision

- Gestalten der Geistesschmied-Vision 
(Haß, Neid und Verleumdung, Schmiedemeister und Gesellen, das Wesenlose)

### Traumbilder
Im Drama erscheinen in der 7. Szene Bildprojektionen nach Motiven von Sascha Schneider:
- Marah Durimeh als Menschheits-Seele[8]
- Winnetous Tod[9]
- Licht-Sieg[10]

### Der Pilgerzug
(In der Ägypten-Szene)

### Die Lebensbrücke
Als Szenen-Zwischenglied. (Musikalische Untermalungen)

### Szenen-Folge
Vorspiel: „Sumpf-Szene“ (musikal. untermalt)

#### I. Akt
- 1. Szene: Lehrer-Sitzung 
(in übertriebenem Ernst als Karikatur damaliger pädagogischer Methoden)

Die Lebensbrücke
- 2. Szene: Lügenschmied-Szene 
(nach zeitgeschichtlichem Original, mit Liedern)

Zwischenspiel: 1. Kerker-Monolog (musikal. untermalt)
Die Lebensbrücke
- 3. Szene: Brandnacht-Szene (mit Peiniger-Vision)

Zwischenspiel: 2. Kerker-Monolog (musikal. untermalt)

#### II. Akt
Die Lebensbrücke
- 4. Szene: Urwald-Szene 
(mit Geistesschmied-Vision – musikal. untermalt)

Die Lebensbrücke
- 5. Szene: Literaten-Sitzung 
(in übertriebenem Ernst als Karikatur damaliger journalistischer Methoden)

- 6. Szene: In Kairo. („Frieden auf Erden“) 
(zugleich Karikatur religiöser Eiferer)

Die Lebensbrücke

#### III. Akt
- 7. Szene: In der Villa Old Shatterhand. 
(Das Prozeß-Gespenst) (Traumbilder – Harfenklänge.)

Die Lebensbrücke
- 8. Szene: Apotheose in Wien 
(mit Schatten der Peiniger-Vision)

Karl Mays Friedens-Appell 
(Abschluß musikalisch untermalt)
Der Fernenchor.

## Beurteilung
„Anton Kaiser hat – bereits in den 20er Jahren – versucht, das Leben Karl Mays in Form eines Dramas zu schildern und zu deuten [kleine Passage daraus im Karl-May-Jahrbuch 1932], etwas mystisch verbrämt und nicht ohne Skurrilitäten. Die Bildtafeln bringen Bilder zur Biographie Mays, sowie drei Illustrationen von Sascha Schneider zu Karl May.“

## Auflagen
Erstauflage erschienen im Verlag der Wegweiser-Bibliothek, Kehl am Rhein 1967.